# Pordenone
Pordenone er en by i det nordøstlige Italien. Byen er provinshovedstad i Pordenoneprovinsen i Friuli-Venezia Giulia. Byen har 51.725(2023) indbyggere.